# North Valley
North Valley és una concentració de població designada pel cens dels Estats Units a l'estat de Nou Mèxic. Segons el cens del 2000 tenia 11.923 habitants.

## Demografia
Segons el cens del 2000, North Valley tenia 11.923 habitants, 4.467 habitatges, i 3.095 famílies. La densitat de població era de 635 habitants per km².
Dels 4.467 habitatges en un 30% hi vivien nens de menys de 18 anys, en un 50,1% hi vivien parelles casades, en un 12,8% dones solteres, i en un 30,7% no eren unitats familiars. En el 24,7% dels habitatges hi vivien persones soles el 8,8% de les quals corresponia a persones de 65 anys o més que vivien soles. El nombre mitjà de persones vivint en cada habitatge era de 2,59 i el nombre mitjà de persones que vivien en cada família era de 3,08.
Per edats la població es repartia de la següent manera: un 25,6% tenia menys de 18 anys, un 8,3% entre 18 i 24, un 26,2% entre 25 i 44, un 25,8% de 45 a 60 i un 14,1% 65 anys o més.
L'edat mediana era de 39 anys. Per cada 100 dones de 18 o més anys hi havia 96,7 homes.
La renda mediana per habitatge era de 39.888 $ i la renda mediana per família de 45.129 $. Els homes tenien una renda mediana de 31.948 $ mentre que les dones 26.433 $. La renda per capita de la població era de 19.398 $. Aproximadament el 8,5% de les famílies i el 10,7% de la població estaven per davall del llindar de pobresa.

## Poblacions més properes
El següent diagrama mostra les poblacions més properes.